# Edwin Ashton
Edwin Ashton (9 tháng 2 năm 1893 – 1970) là một cầu thủ bóng đá người Anh thi đấu ở vị trí Tiền vệ chạy cánh.